# Gestapo (powieść)
Gestapo (dun. Gestapo) – powieść wojenna duńskiego pisarza Svena Hassela z 1963. Polskie wydanie książki ukazało się w 2005 w tłumaczeniu Juliusza Wilczura-Garzteckiego.

## Treść
Jest piątą częścią wojennej serii, opartej w dużym stopniu na osobistych przeżyciach autora z okresu służby na prawie wszystkich frontach II wojny światowej, w tym w jednostkach karnych Wehrmachtu. Bohaterami są członkowie 27. Pułku Pancernego (który w rzeczywistości nigdy nie istniał): Sven (autor, narrator wszystkich powieści Hassela), Joseph Porta (humorystyczny gawędziarz, pochodzący z Berlina), Wolfgang Creutzfeld – Mały (olbrzym z nadanym ironicznie przezwiskiem, hamburczyk), Willie Beier – Stary (doświadczony starszy sierżant), Alfred Kalb – Legionista (były żołnierz Legii Cudzoziemskiej), Julius Heide (doswiadczony żołnierz, zatwardziały nazista), Peter Blom – Barcelona (weteran wojny domowej w Hiszpanii) i inni. Ich losy autor przedstawił na różnych frontach II wojny światowej koncentrując się na brutalności i bezsensowności wojny oraz roli pojedynczego żołnierza w konflikcie. Najważniejszym wątkiem tej części są losy bohaterów, przydzielonych do służby wartowniczej w więzieniu Gestapo w Hamburgu Altonie. Sadystycznym przełożonym strażników jest tu Haupt- i Stabsfeldwebel Stahlschmidt, zwany Kiernozem, w wymyślny sposób znęcający się nad więźniami. Do aresztu trafia i zostaje stracony bardzo lubiany przez bohaterów powieści leutnant Bernt Viktor Ohlsen, jeden z ich najlepszych dowódców, ze względów politycznych posądzony o defetyzm i bunt. Powieść kończy się skierowaniem oddziału do walki pod Monte Cassino.